# Gugu (chapéu)

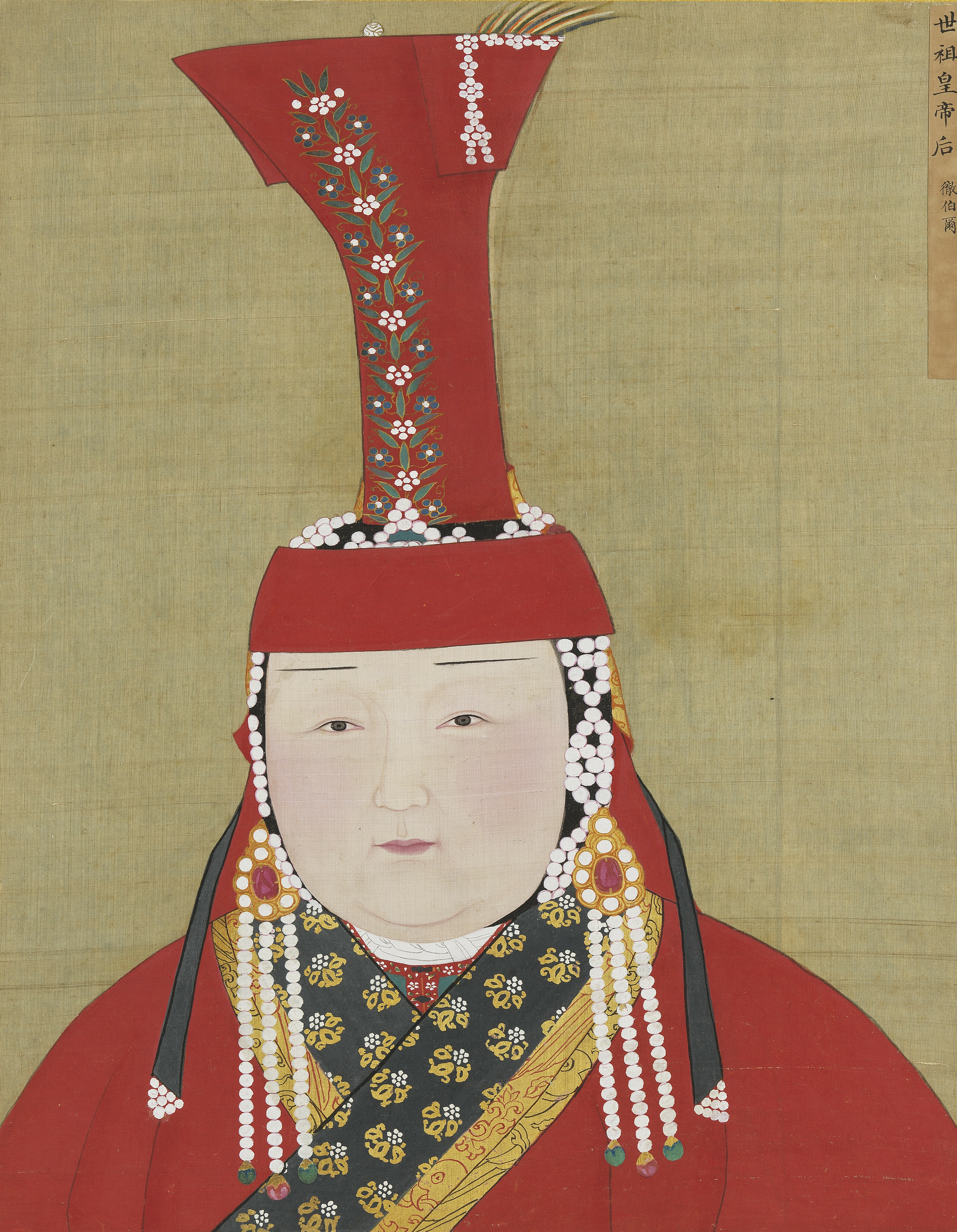
Imperatriz Chabi usando um cocar gugu

Gugu (罟罟冠, 固姑冠, 顧姑冠 ou 故姑冠; pronunciado como Guguguan em chinês) é um cocar alto usado por nobres mongóis durante e antes da dinastia Iuã. Também é conhecido como boqta, boghta, botta, boghtagh ou boqtaq. O cocar gugu foi um dos adereços de cabeça característicos das mulheres mongóis nos séculos XIII e XIV. Ele sempre foi usado com o manto formal das mulheres mongóis. O boqta também apareceu no Ilcanato (1256–1335 d.C.) na Coreia quando as princesas mongóis se casaram na corte de Goryeo, e continuou a ser usado na corte timúrida no século XV.

## Terminologia
Gugu era uma palavra mongol para chapéu; seu nome foi então traduzido para o chinês com base em sua pronúncia.

## Construção e design

### Forma
O gugu foi feito com arames de ferro e tiras de bambu; eles tinham a forma de um grande frasco. Ele tinha o formato de uma haste cilíndrica longa que se tornou mais espalhada na parte superior. Pode ter até trinta centímetros de altura.

### Cores e materiais
Pode ser coberto com seda ou tecido de feltro. Pode ser feito de seda vermelha ou brocado, brocado verde-azulado, feltro preto.

### Decorações
Também pode ser decorado com pedras preciosas, como pérolas, filigranas de ouro, grandes peças de joalheria no meio do chapéu e pequenos tufos de penas, como penas de pavão.

## Influências

### Europa
O chapéu gugu pode ter influenciado os chapéus cônicos do século XV (ou seja, hennin) usados pelas mulheres europeias.

## Galeria

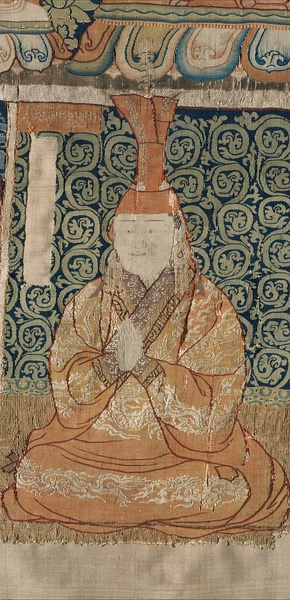
Imperatriz Budashiri de Iuã e Catum dos mongóis
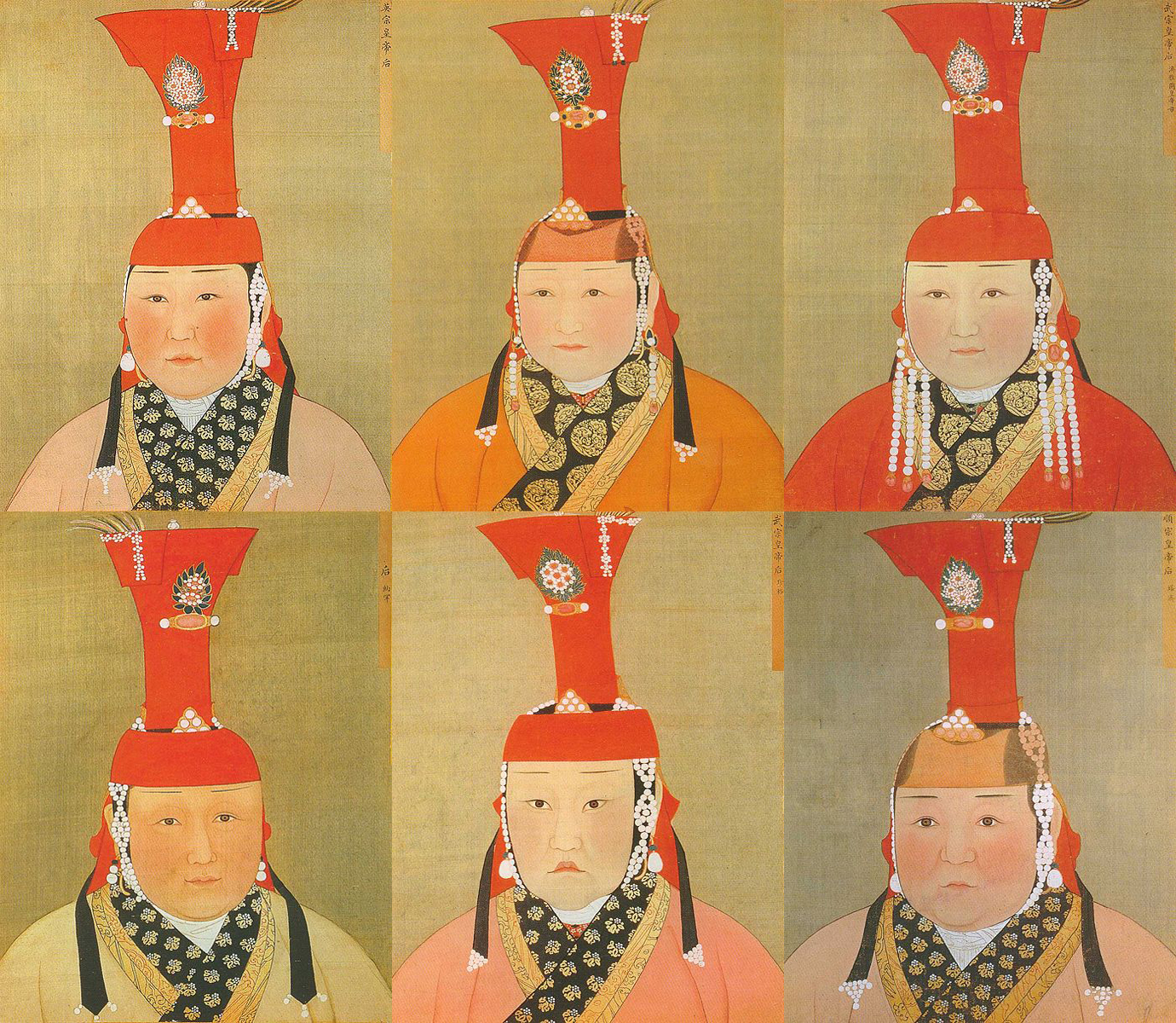
Imperatrizes da dinastia Iuã usando cocar gugu
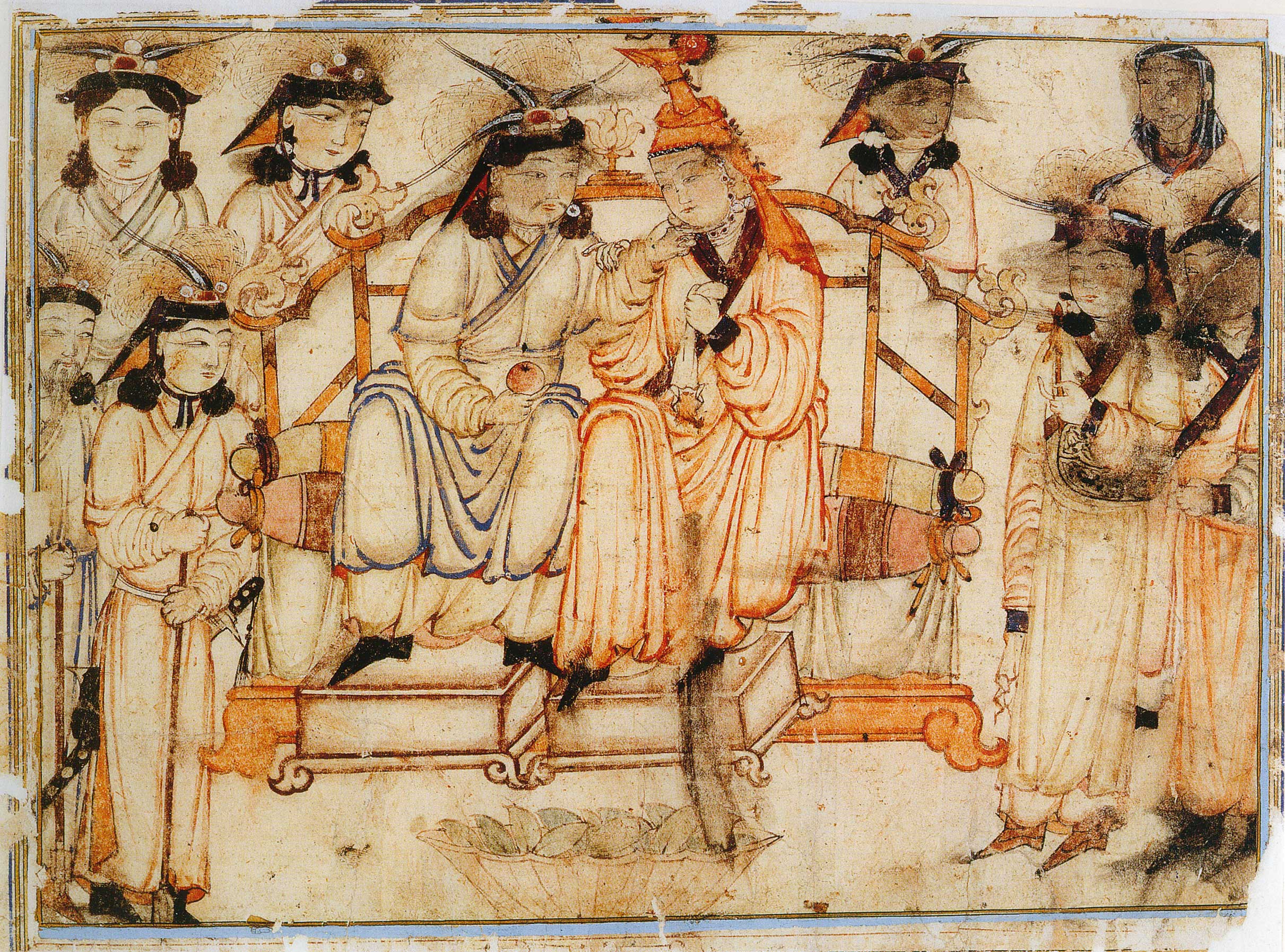
Catum usando um boqta. Ilustração do Gami' at-tawarih de Raxidadim de Sinã, 1.º quarto do século XIV
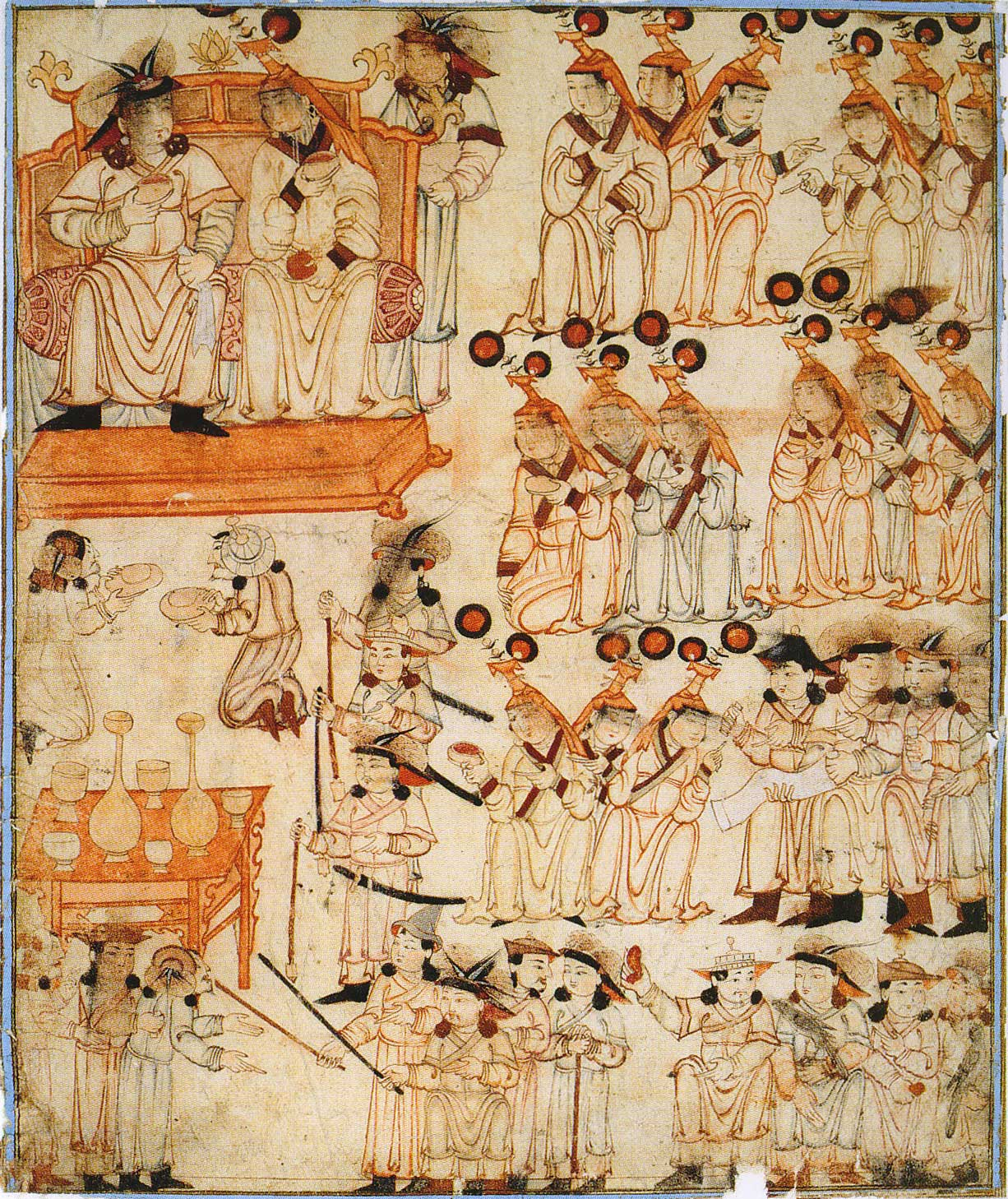
Mulheres vestindo boqta, ilustração do Gami 'at-tawarih de Raxidadim de Sinã, primeiro quarto do século XIV.
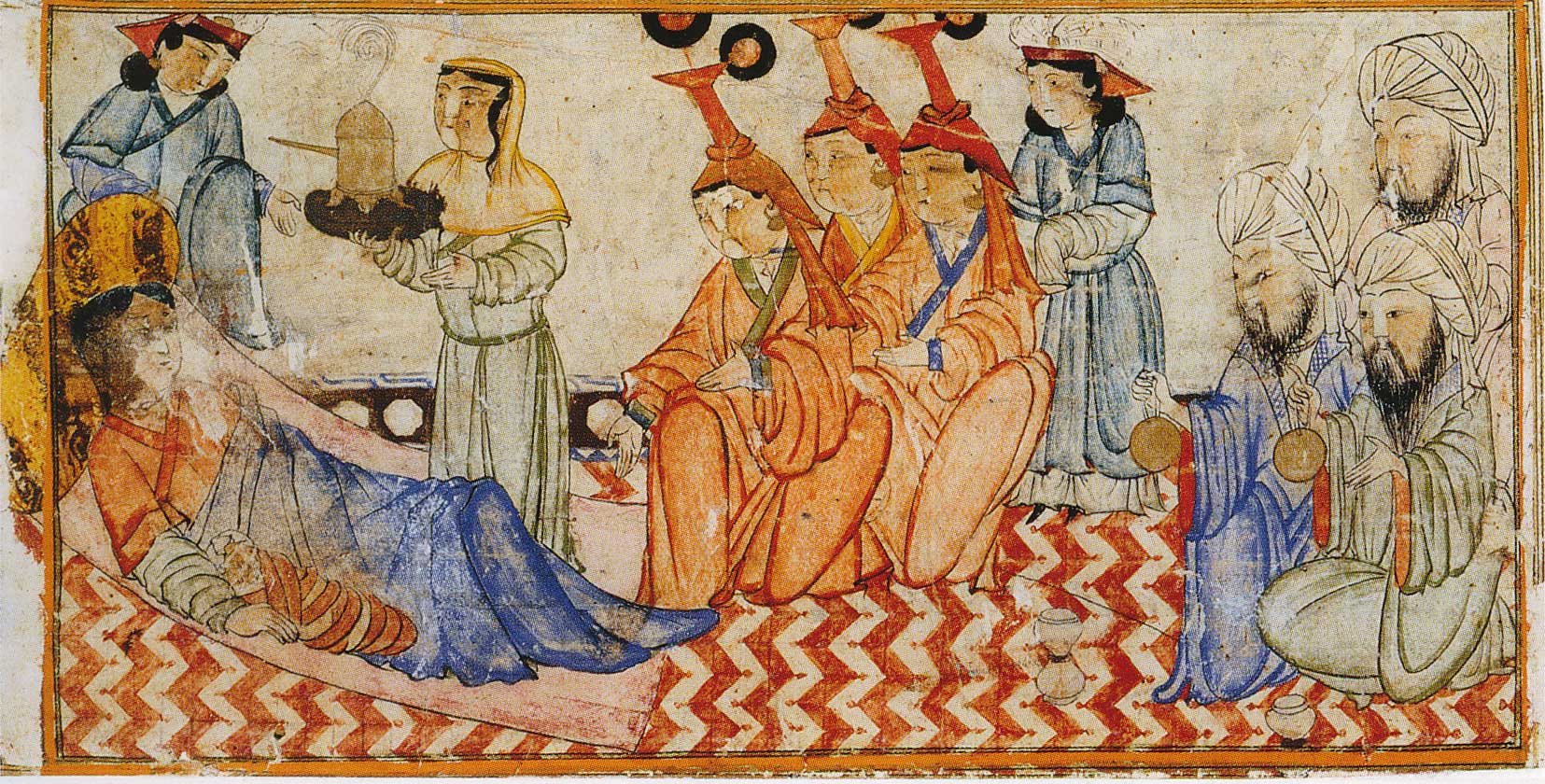
Três mulheres vestindo boqta, ilustração do Gami 'at-tawarih de Raxidadim de Sinã, primeiro quarto do século XIV.
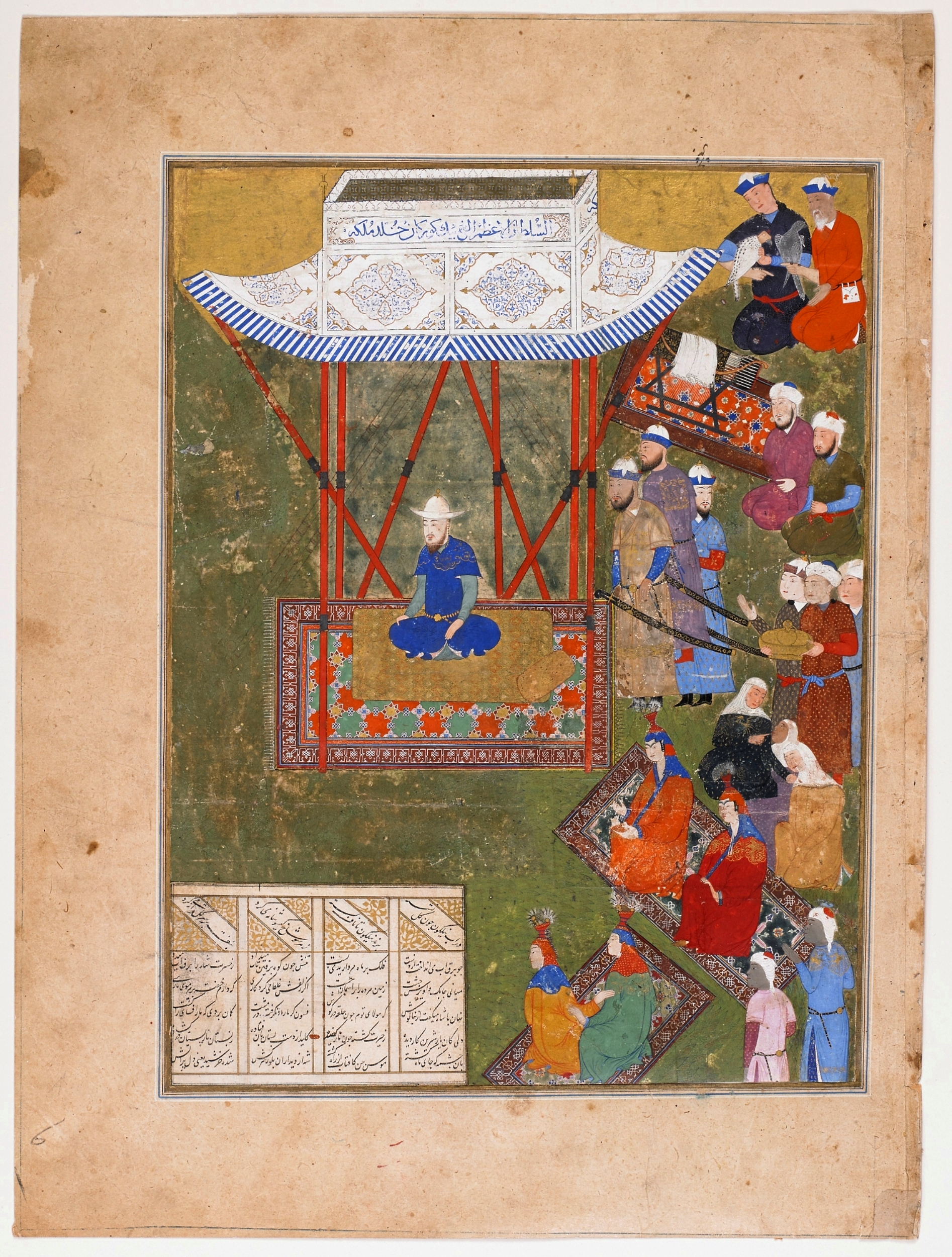
Senhoras do Harém de Ulugue Begue, corte Timúrida 1425-1450